# Dååth
Dååth (hebr.: „Wissenschaft“, siehe auch Da’at) ist eine US-amerikanische Metal-Band aus Atlanta. Die Band spielt eine Mischung aus Death-, Thrash- und Black Metal. Thematisch stellen die jüdische Mystik und die Kabbala einen großen Einfluss dar. Die Band bezeichnet sich aber selbst nicht als religiös. Bekanntestes Bandmitglied ist der Schlagzeuger Kevin Talley, der vorher bereits bei Misery Index, Dying Fetus und Chimaira spielte.

## Geschichte
Die Band wurde im Jahre 2003 als Dirtnap gegründet. Die Gründungsmitglieder waren Eyal Levi, Mike Kameron und Sean Farber, die schon zu Schulzeiten in verschiedenen Bands spielten. Alle drei besuchten später das Berklee College of Music in Boston. Ohne einen Abschluss zu machen, verließen die drei das College um Musik zu machen.
2004 erschien das selbst finanzierte Debütalbum Futility. Drei Jahre später folgte das zweite Album The Hinderers via Roadrunner Records. Für zwei Lieder wurden Videoclips gedreht. Das erste Video für Festival Mass Soulform entstand bereits vor der Vertragsunterzeichnung und weckte das Interesse von Roadrunner an der Band. Das zweite Video für Subterfuge folgte Ende Februar 2007.
Im Sommer 2007 hat die Band auf der Ozzfest-Tournee auf der zweiten Bühne gespielt.
Im Oktober 2007 verließ der Sänger Sean Farber die Band. Sean Z. ersetzt ihn.
Am 20. April 2009 wurde das dritte Studioalbum der Band, The Concealers, in Europa über Century Media veröffentlicht, obwohl die Band bei Roadrunner Records unter Vertrag steht. Am 21. April kam es, ebenfalls über Century Media, in Nordamerika auf den Markt. Das Album wurde von Jason Suecof und Mark Lewis (u. a. Trivium, All That Remains, DevilDriver) produziert. Bisher wurden eine Single zum Song The Worthless und ein Musikvideo zum Song Day of Endless Light veröffentlicht.

## Diskografie

### Alben
- 2004: Futility (Eigenproduktion)
- 2007: The Hinderers (Roadrunner Records)
- 2009: The Concealers (Roadrunner Records/Century Media)
- 2010: Dååth (Roadrunner Records/Century Media)
- 2024: The Deceivers (Metal Blade Records)

### Singles
- 2003: Child Says / Filter (Eigenproduktion)
- 2006: Ovum (Eigenproduktion)
- 2008: Fecal Finger (Roadrunner Records)
- 2008: Sharpen the Blades (Roadrunner Records)
- 2009: The Worthless (Roadrunner Records/Century Media)